# هارون غارسيا
هارون غارسيا (بالإنجليزية: Aaron Garcia)‏ هو لاعب كرة قدم أمريكية أمريكي، ولد في 20 أكتوبر 1970 في ساكرامنتو في الولايات المتحدة.

## روابط خارجية
- هارون غارسيا على موقع كلية كرة القدم في سبورتس رفرنس.كوم (الإنجليزية)